# Sông Bồ Đề
Sông Bồ Đề là một con sông nhỏ tại tỉnh Cà Mau.
Sông được bắt đầu tại đoạn giao nhau giữa sông Cửa Lớn và sông Đầm Dơi, tại địa phận xã Tam Giang, huyện Năm Căn. Từ đây sông chảy theo hướng đông nam đổ ra Biển Đông.
Sông có chiều dài khoảng 10 km, hai bên bờ là rừng ngập mặn.